# هيلين بلاكبيرن
هيلين بلاكبيرن (بالإنجليزية: Helen Blackburn) ولدت في 25 مايو عام 1842 وتوفيت في 11 يناير عام 1903، هي نسوية وداعمة لحقوق المرأة، خاصة في مجال التوظيف والعمل. كانت بلاكبيرن أيضًا محررة لإنغلش وومان ريفيو Englishwoman's Review.

## الحياة

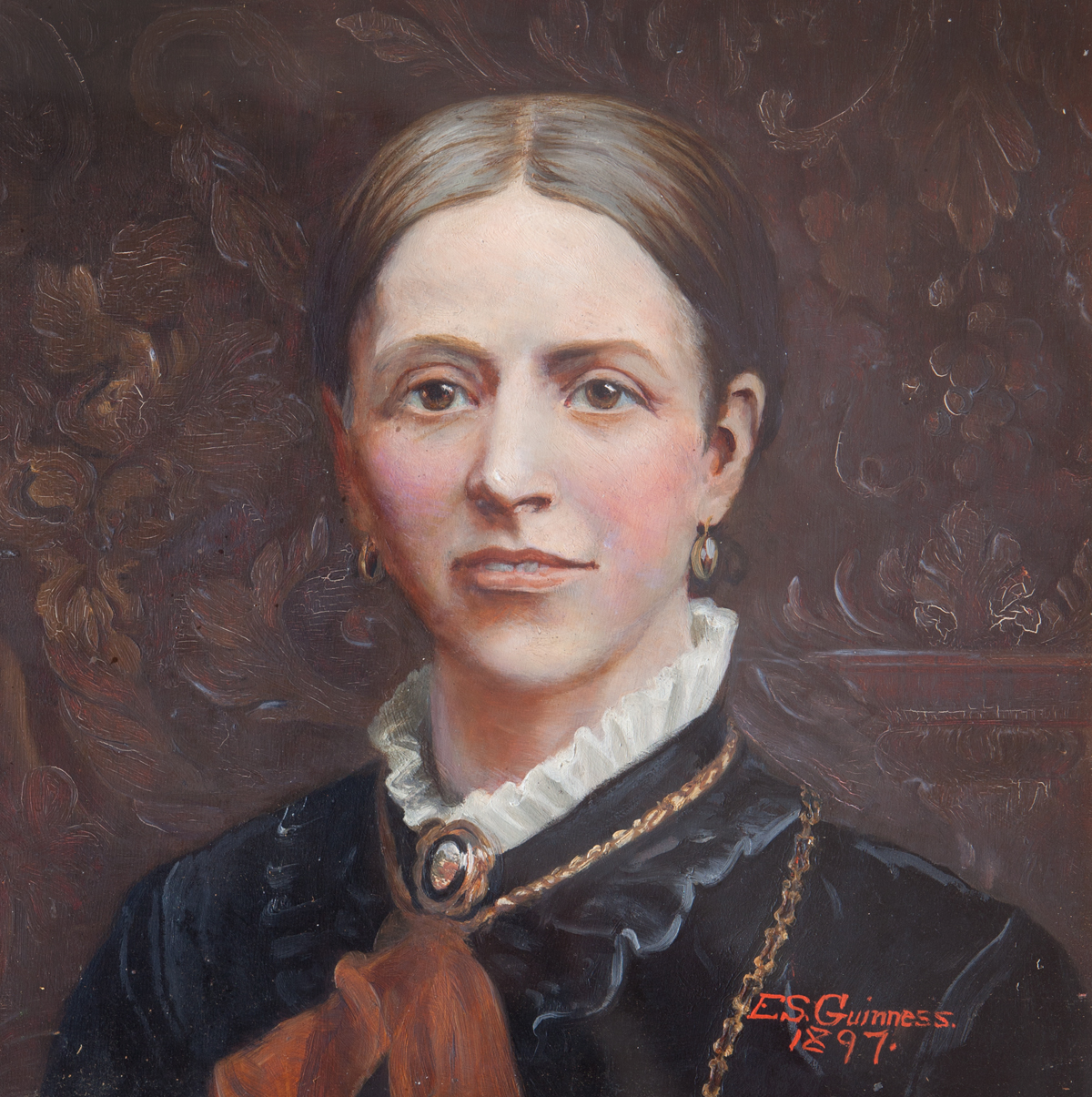
رسم لكارولين أشورست بيجز بقلم إليزابيث سارة غينيس

ولدت هيلين بلاكبيرن في نايتس تاون، مقاطعة كري في إيرلندا. هي ابنة المهندس المدني بيويكي بلاكبيرن، من مقاطعة كري، وإيزابيلا لامب من مقاطعة دورهام. عندما انتقلت عائلتها إلى لندن في عام 1859، اتصلت بنساء من جريدة المرأة الإنجليزية، خاصة جيسي بوشيريه وإميلي فيثفول.
عملت بلاكبيرن وبوشيريه عبر السنوات في عدد من الفعاليات. كانتا محررتين لإنغلش ومان ريفيو. أسست كلتاهما فريق الدفاع عن توظيف النساء في عام 1891، للدفاع عن حقوق عمل المرأة ضد القوانين المقيدة للتوظيف. حررتا كتاب حالة النساء العاملات وممارسات المصانع في عام 1896.
انضمت بلاكبيرن إلى الجمعية الوطنية لتصويت النساء في 1872 وكانت أمينة اللجنة التنفيذية للجمعية منذ 1874 حتى 1880. تقلدت مناصب مشابهة في عدد من المنظمات ذات الصلة. أخذت هيلين عدة فرص للدراسة، كانت الأولى من تلك الفرص في 1875، لتأخذ فصلًا في القانون الروماني في كلية لندن الجامعية، بريستول. في بداية تسعينات القرن التاسع عشر، ساعدت شارلوت كارميشيل ستوبس في كتابتها لـ«النساء الإنجليزيات الحرائر: شرفهن التاريخي»، بإمدادها بمذكراتها الخاصة حول الموضوع، وبعد ذلك بشراء الطبعة الأولى في 1894. تقاعدت في 1895 للعناية بوالدها المسن، ولكنها عادت للعمل فيما بعد.
ألهمت بلاكبيرن ومولت العديد من المجموعات. كانت الأولى عبارة عن مجموعة فنية في عام 1885 شملت صورًا وأعمالًا لنساء محترفات لتظهر نتيجة الصناعة النسائية. أصرت هيلين على أن ذلك لا يجب أن يشمل أعمال الهاويات ولكن منتجات النساء المحترفات فقط. شمل المعرض لوحات لنساء مثل فلورينس نايتينجيل وماري كاربنتر. تبرعت هيلين بالعوائد إلى جامعة بريستول، ولكن التقارير الحديثة تشير إلى فقدان هذا العمل حاليًا. ركزت المجموعة الثانية على تشكيلات الكتب التي ألفتها النساء. جاءت تلك الكتب من تجميعها وأصدقائها ومن مصادر ثانوية. زينت رفوف الكتب برسومات ليديا بيكر وكارولين أشروست بيغس اللتين كانتا رئيستين للجنة المركزية للجمعية الوطنية لتصويت النساء. أعطيت تلك الرفوف إلى كلية غيرتون ولازالت قائمة حتى الآن. كانت بلاكبيرن أمينة جمعية التصويت في غرب إنجلترا في بريستول وكانت المنظمة الرئيسة لمظاهرة ضخمة.
سمح لها اتصالها طويل الأمد مع نساء الحركة بالكتابة عن تاريخ حملات تصويت النساء الفيكتوريات، بعنوان تصويت النساء: شهادة على حركة التصويت والاقتراع النسائية في الجزر البريطانية مرفقة بمقتطفات سيرة ذاتية للسيدة بيكر، وأنهت الكتاب في عام 1902، قبل وفاتها بفترة وجيزة في السنة التالية، في غريكوت غاردينز، في وستمنستر، في 11 يناير عام 1903، بعمر 60 عامًا، ودُفنت في برومبتون سيمتري. تركت هيلين الأرشيف وتشكيلات الكتب المزينة إلى كلية غيرتون في كامبريدج. كما أن وصيتها كانت تمويل النساء المتدربات الصغيرات.

## التقدير بعد الوفاة
يوضع اسمها وصورتها (مع 58 امرأة أخريات في داعمات حقوق اقتراع النساء) على وطيدة تمثال ميليسينت فاوسيت في ميدان البرلمان، في لندن، وأزيح عنها الستار في 2018.

## الأعمال
شملت كتب بلاكبيرن ما يلي:
- كتيب عن النساء المشتغلات في الأعمال الاجتماعية السياسية، عام 1881.
- حالة النساء العاملات وممارسات المصانع، بالاشتراك في التحرير مع جيسي بوشيريه، عام 1896.
- النساء تحت ممارسات المصانع، بالاشترا في الكتابة مع نورا فين، عام 1903.
- تصويت النساء: شهادة على حركة التصويت والاقتراع النسائية في الجزر البريطانية مرفقة بمقتطفات سيرة ذاتية للسيدة بيكر، عام 1902.

## روابط خارجية
- هيلين بلاكبيرن على موقع الموسوعة البريطانية (الإنجليزية)